# Deutsche Schwimmmeisterschaften 1922
Die 37. Deutschen Meisterschaften im Schwimmen fanden im Jahr 1922 in Georgenthal statt.
| Disziplin       | Männer           | Männer              | Männer | Frauen          | Frauen                    | Frauen |
| Disziplin       | Name             | Verein              | Zeit   | Name            | Verein                    | Zeit   |
| --------------- | ---------------- | ------------------- | ------ | --------------- | ------------------------- | ------ |
| 100 m Freistil  | Herbert Heinrich | Poseidon Leipzig    |        | Grete Rosenberg | Hannover 92               |        |
| 400 m Freistil  | Herbert Heinrich | Poseidon Leipzig    |        |                 |                           |        |
| 1500 m Freistil | Ernst Vierkötter | Köln 1913           |        |                 |                           |        |
| 100 m Brust     | Hermann Sommer   | Rhenus Köln         |        | Finie Clermont  | Aachener Schwimmverein 06 |        |
| 100 m Rücken    | Gustav Frölich   | SC Hellas Magdeburg |        | Claire Funke    | Elberfelder SC            |        |